# Abbazia di Bonnevaux
L'abbazia di Bonnevaux (in latino Bona-Vallis ) era un monastero cistercense francese, che sorgeva nei pressi dell'attuale Villeneuve-de-Marc. Fondato agli inizi del XII secolo, scomparve alla fine del XVIII secolo.

## Storia
L'abbazia di Bonnevaux fu fondata nel 1117 per interessamento di Guido di Borgogna, arcivescovo di Vienne, nei pressi di Saint-Symphorien-de-Marc. I monaci provenienti da Cîteaux vi si installarono il 25 settembre 1118. Ne fu primo abate san Giovanni di Valence, poi vescovo di Valence.
Oltre a Giovanni, anche un altro abate di Bonnevaux, Ugo, fu elevato all'onore degli altari.
Fu punto di partenza di numerose filiazioni: Mazan (1120), Montpeyroux (1126), Tamié (1134), Léoncel (1137), Valmagne (1155), Sauveréal (1173), Val-Benoît (1184) e Valcroissant (1188).
Fu saccheggiata dagli ugonotti nel 1576 e devastata e soppressa durante la rivoluzione francese. Demolita, le sue pietre furono riutilizzate per la ricostruzione della chiesa parrocchiale di Villeneuve-de-Marc nel 1938.